# Adrien Dax
Pour les articles homonymes, voir Dax (homonymie).
Adrien Dax, né le 27 octobre 1913 à Toulouse où il est mort le 29 août 1979, est un peintre et un écrivain français, libertaire et surréaliste.

## Biographie
Adrien Dax est l'enfant unique d'une famille pauvre. Son père meurt des séquelles de la Première Guerre mondiale.
Il fréquente l'école des Beaux-Arts de Toulouse en cours du soir. Il découvre la peinture surréaliste avec les reproductions de la revue Minotaure.
Au début des années 1930, après un passage aux Jeunesses socialistes, Adrien Dax s'engage dans les Jeunesses communistes. Il en deviendra le secrétaire régional, mais en sera exclu peu de temps après. Seul soutien de sa mère, il renonce à s'engager dans la guerre d'Espagne.
Après la défaite de 1940, il est emprisonné dans un stalag de Poméranie. Il est libéré deux ans après.
En 1947, il se rend à Paris pour suivre un stage de formation (afin de devenir ingénieur des travaux ruraux) et, à cette occasion, il prend contact avec les surréalistes,.
En 1950, dans son Almanach surréaliste du demi-siècle, André Breton publie le texte de Dax, Perspective automatique.
En novembre 1951, Le Libertaire, l'organe de la Fédération anarchiste, publie son premier article « Art soumis art engagé » où il souligne l'absence de différence entre l'art académique et bourgeois et le « réalisme socialiste stalinien ».
D'abord plasticien, Adrien Dax met au point une technique dérivée de l'automatisme : l'« impression de relief(s) » (1955). Proche de la lithographie, l'impression de relief est obtenue par des objets de hasard que l'artiste introduit entre la pierre et le papier au moment de tirer la lithographie.
Il signe le Manifeste des 121 (Déclaration sur le droit à l'insoumission dans la guerre d'Algérie du 5 septembre 1960).
Trois ans après la mort d'André Breton, craignant que le surréalisme ne puisse échapper au rabâchage, à la pose stérile et à la parodie, Adrien Dax fait partie du groupe qui proclame son auto-dissolution. 
Il fut également un « collectionneur passionné d'Art océanien ».

## Expositions

### Expositions personnelles
- Galerie La Marée, Bruxelles, 1976
- Galerie La Marée, Bruxelles, 1980
- Actual, Paris, 1992
- Galerie Carole Brimaud, Paris, 1994
- Librairie L'Or du temps, Grenoble, 2000
- Galerie Loin-de-l'œil, Gaillac, 2001
- Galerie Convergences, Paris, 2014

### Expositions collectives
- L'Étoile scellée, Paris, 1955
- Phases, Varsovie, 1959
- Exposition internationale du surréalisme, Paris-New York, Galerie Cordier, 1959
- Esposizione collettiva, Galerie Schwarz, Milan, 1960
- The Enchanters Domain, Darcy's Gallery, New York, 1960
- Solstice de l'image, Ranelagh, Paris, 1961
- Mini-Collages, Galerie Saint-Laurent, Bruxelles, 1961
- Donner à voir, Galerie Greuze, Paris, 1962
- Phases, São Paulo, 1964
- L'Écart absolu, exposition internationale du surréalisme, Galerie L'Œil, Paris, 1965
- Princip Slasti [Principe du plaisir], Musée d'art moderne, Prague, 1968
- Det rite Landskapet [Le Paysage intérieur], Ritsutstallinger, Stockholm, 1969
- Surrealism ?, Moderne Museet, Stockholm, 1970
- Der Guest des Surrealismus, Baukunst, Cologne, 1971
- Exposition surréaliste, Chicago, 1976

## Publications
- Écrits, édition établie et présentée par Guy Flandre et Oscar Borillo, Paris, éditions Rue des Cascades, 2010
- « Perspective automatique », in Almanach surréaliste du demi-siècle, sous la direction d'André Breton, Paris, Éditions du Sagittaire, 1950